# 南果河
南果河可以指：
- 南果河 (澜沧江)，位于中国云南省西南部，是澜沧江右岸支流。
- 南果河 (南帕河)（Nam Ko），位于老挝乌多姆赛省，是南帕河（Nam Phak）右岸支流。
- 南果河 (南涅河)（Nam Ko），位于老挝川圹省，是南涅河（Nam Ngeip，南椰河）左岸支流。